# Ampedus areolatus
Ampedus areolatus es una especie de escarabajo del género Ampedus, familia Elateridae. Fue descrita por Say en 1823.
Mide 4-5 mm. Se lo encuentra en vegetación baja; en el este de los Estados Unidos y Canadá.